# John Samuel
John Samuel (ur. 11 maja 1867 w Swansea, zm. 23 grudnia 1947 w Manselton) – walijski rugbysta, reprezentant kraju.
W trakcie kariery sportowej reprezentował kluby Morriston RFC i Swansea RFC. Jedyny mecz w walijskiej reprezentacji rozegrał w Home Nations Championship 1891 wraz z również debiutującym bratem Davidem.